# 亞迦雷斯特戰記
《亞迦雷斯特戰記》是先由日本的遊戲公司IDEA FACTORY和RED ENTERTAINMENT所開發，後由COMPILE HEART所販售的奇幻角色扮演遊戲。先於2007年9月27日發行PlayStation 3的電視遊戲版本，後於2008年11月27日發行Xbox 360的電視遊戲版本。在2013年10月3日，由Steam代理移植，發行電腦遊戲版本。

## 遊戲特色
遊戲主角會隨著世代變遷以及女主角的選擇而改變樣貌

## 角色
-第一世代
雷歐哈羅德(レオンハルト)CV:近藤隆
本作主人翁

蒂夏娜(ディシャナ)CV:小清水亜美
艾莉絲(エリス)CV:植田佳奈
菲莉雅(フューリア)CV:宍戸留美
第一世代女主角，女主角的選擇會影響下一代主人翁的容貌

露雅娜(ルアナ)CV:新谷良子
第一世代女主角，女主角的選擇會影響下一代主人翁的容貌

艾蓮(エレイン)CV:清水若菜
第一世代女主角，女主角的選擇會影響下一代主人翁的容貌

波庫奈特(ボーグナイン)CV:永野善一
溫菲爾德(ウィンフィールド)CV:加藤将之
塞爾法(ゼルヴァ)CV:土門仁
溫 拉 諾亞(ヴィ・ラ=ロア)CV:富沢美智恵
-第二世代
-第三世代
-第四世代
-第五世代

## 外部連結
- （日語）官方網站（页面存档备份，存于）
- （日語）Ghostlight Ltd. 的工作坊 Steam Greenlight （页面存档备份，存于）